# Cratere Grey
Grey  è un cratere sulla superficie di Venere. Deve il suo nome a Jane Grey, regina d'Inghilterra e d'Irlanda per nove giorni, dal 10 al 19 luglio 1553.